# グレーシャー計画
グレーシャー計画（Glacier Project）とはロンドンに本社を置くグレーシャー金属会社（Glacier Metal Company）社長のウィルフレッド・ブラウンとエリオット・ジャックス率いるタビストック人間関係研究所が行った責任の重さに対する正当な賃金を研究したものである。

## 計画の背景
当時のイギリスは第二次世界大戦中に設置された合同生産委員会をより民主化させるため、タビストック人間関係研究所に調査を依頼し、その結果各種組織が作られたが、身分の上下による賃金の格差をめぐり、下級管理者層を中心に対立が深まったため、原因を突き止めなければならなくなった。
社会ストレスが原因であることは判明していたものの、身分や役割が不明確であるという組織の欠点から、社会ストレスが発生する原因を突き止められずにいた。

## 計画の成果
この計画により産業民主化が推し進められ、人間関係論だけでは判明しなかった職務の責任の重さの違いが適正に評価されないと不合理な賃金や身分になるということが解明されていった。
さらに1961年には裁量の時間幅の概念により整備し、さらに能力成長曲線や公正仕事給尺度といった技法を付け加えた公正な給料を発表した。